# Tempête hivernale
Une tempête hivernale est un événement dans lequel le vent coïncide avec une gamme de précipitations qui ne se produisent qu'à des températures près ou sous le point de congélation : neige, neige mouillée, pluie et neige mêlées, grésil ou pluie verglaçante. Dans les climats continentaux tempérés, ces tempêtes ne se limitent pas nécessairement à la saison hivernale, mais peuvent également survenir de la fin de l'automne jusqu'au début du printemps.

## Définition

Type de précipitations selon la structure thermique (bleu sous zéro degré Celsius et rouge au-dessus)

Une tempête hivernale est définie comme une tempête de neige importante (généralement accumulation de 25 cm ou plus) quand au moins un autre aléa météorologique s’ajoute à la neige : forts vents, grands froids, poudrerie, mélange de précipitations,,. Elle est associée à une dépression des latitudes moyennes intense qui se forme entre la ligne des tropiques et le cercle polaire. Ce système est associé à des fronts, soit des zones de gradients horizontaux de la température et du point de rosée, que l'on nomme aussi « zones baroclines ». Autour de ces dépressions se forment des précipitations qui varient selon la structure thermique verticale :
- neige si la colonne est entièrement sous le point de congélation ;
- un mélange pluie/neige si la température passe au-dessus du point de congélation près du sol ;
- pluie verglaçante si la température par une couche chaude en latitude mais température sous zéro Celsius au sol ;
- grésil si de la pluie verglaçante repasse dans une couche épaisse sous zéro avant de toucher le sol ;
- pluie dans le secteur chaud.

## Effets
Les tempêtes hivernales peuvent contenir un ou plus phénomènes météorologiques qui vont chacun avoir des conséquences.

### Neige
L'accumulation de neige peut rendre la conduite de véhicules à moteur très dangereuse, la neige réduisant la friction entre les pneus et la surface de la route. La neige peut aussi causer des problèmes de circulation routière en bloquant les routes. De fortes chutes de neige peuvent immobiliser entièrement un véhicule, ce qui peut être mortel selon le temps qu'il faut aux équipes de sauvetage pour arriver. Le colmatage du tuyau d'échappement d'un véhicule par la neige peut entraîner une accumulation au monoxyde de carbone à l'intérieur de l'habitacle.
La visibilité est réduite par les chutes de neige et ceci est encore exacerbé par les vents forts qui sont généralement associés aux tempêtes de neige, produisant également des congères. Dans les cas extrêmes cela peut conduire à un blanc dehors prolongé les conditions dans lesquelles la visibilité est réduite à quelques mètres seulement en raison de la chute de neige ou de poudrerie. Ces dangers peuvent se manifester même après la fin des chutes de neige en présence de vents forts, car ils vont soulever la neige tombée et réduire la visibilité dans le processus.
Selon le profil de température dans l'atmosphère, la neige peut être humide ou sèche (poudreuse). La neige poudreuse est plus facilement transportée par le vent et s'accumule plus efficacement. La neige humide est plus lourde en raison de la teneur accrue en eau. Des accumulations importantes de neige lourde et mouillée peuvent faire s'effondrer les toits si un déneigement n'est pas effectué rapidement mais le pelletage peu causer des problèmes de santé lorsqu'il est combiné avec les conditions météorologiques difficiles. De nombreux décès dus à des crises cardiaques peuvent être attribués au déneigement.
L'accrétion de neige mouillée sur des surfaces élevées se produit lorsque la neige est suffisamment « collante », ce qui peut causer des dommages importants aux arbres et aux lignes électriques d'une manière similaire à l'accrétion de glace pendant les tempêtes de pluie verglaçante. Outre le risque évident d'hypothermie dû à une exposition au froid, un autre élément mortel associé aux tempêtes de neige est l'intoxication au monoxyde de carbone qui peut survenir chaque fois que les produits de combustion des générateurs ou des appareils de chauffage ne sont pas correctement ventilés,. La neige partiellement ou entièrement fondue sur les routes peut geler à nouveau lorsque les températures chutent, créant de la glace noire,.

### Pluie
Les fortes accumulations de pluie dans le secteur chaud de la dépression peuvent causer des inondations, glissement de terrain et coulées de boue, ainsi que de l'érosion des sols et la destructions des récoltes.

### Verglas

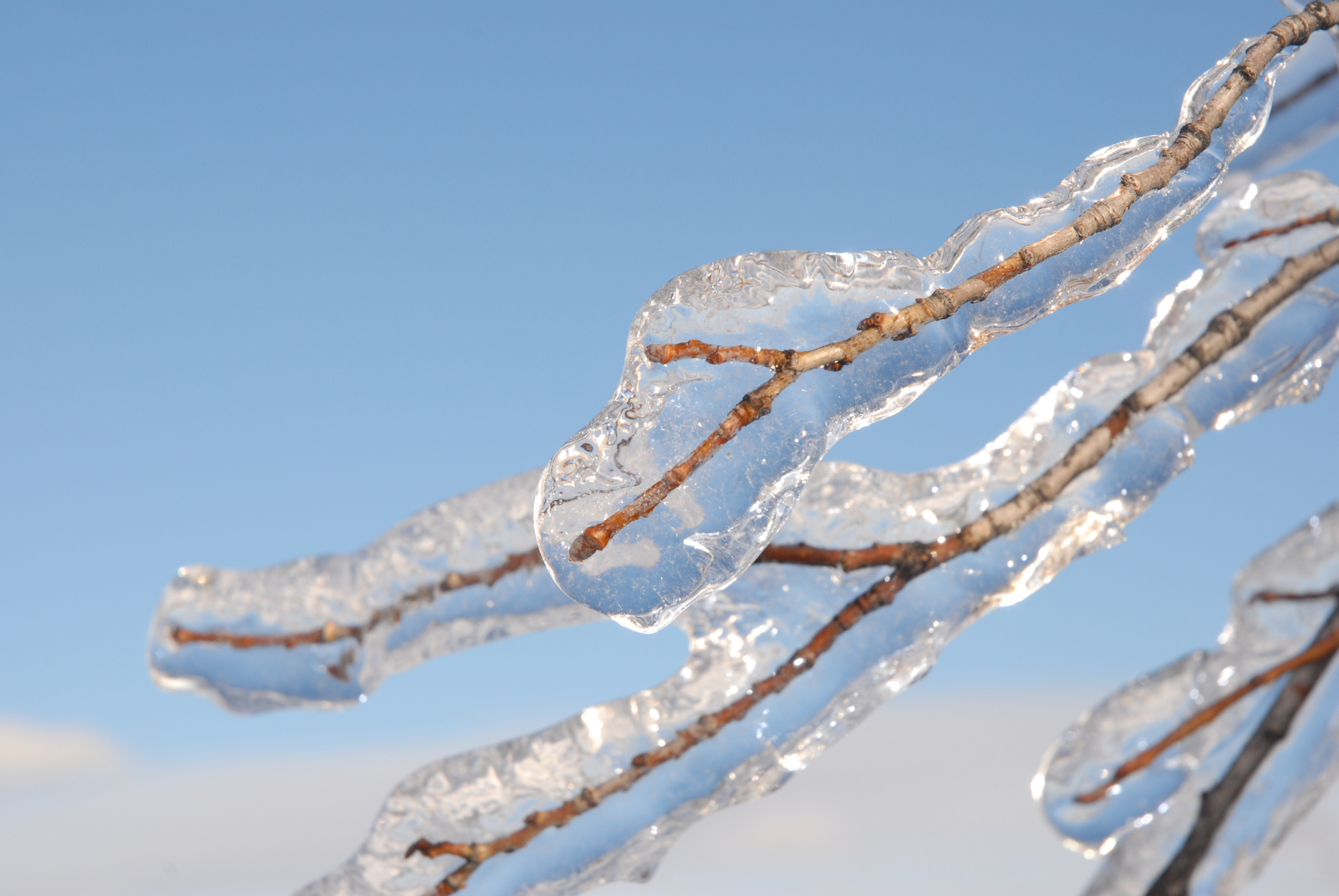
Le verglas peut causer l'effondrement de fortes branches d'arbres en augmentant leur poids de façon considérable.

Les fortes pluies verglaçantes sont l'un des types de tempête hivernale les plus dangereux. Ils se produisent généralement lorsqu'une couche d'air chaud plane au-dessus d'une région, mais la température ambiante à quelques mètres au-dessus du sol est proche ou inférieure à 0 °C et la température du sol est sous le point de congélation. Alors qu'une chute de neige de 10 cm est gérable avec un équipement de déneigement approprié, une précipitation comparable de 10 mm peut paralyser une région, rendant la conduite extrêmement dangereuse, coupant les lignes téléphoniques et électriques par le poids du verglas et endommageant les récoltes.

### Vents
Les vents forts associés aux tempêtes hivernales peuvent causer des bris aux bâtiments, arbres, poteaux électriques, navires, etc. Associés aux basses températures, ils donnent aussi un refroidissement éolien important qui peut causer des engelures ou même la mort par hypothermie,. Avec la neige, ils causent de la poudrerie alors qu'avec la pluie verglaçante ils donnent des accrétions différentielles de verglas qui peuvent mener à l'effondrement de structures. Une tempête de neige avec des vents forts, et d'autres conditions répondant à certains critères, est appelée blizzard. Finalement, en mer ils donnent des vagues importantes et des embruns verglaçants dont l'accumulation sur les superstructures peut mener au chavirement d'un navire.